# Préveranges
Préveranges é uma comuna francesa na região administrativa do Centro, no departamento Cher. Estende-se por uma área de 38,6 km². Em 2010 a comuna tinha 528 habitantes (densidade: 13,7 hab./km²).